# 东狼沟组
东狼沟组是位于中国北京丰台区的下白垩世地层，1935年由陈恺、熊永先命名。该地层以集块角砾凝灰岩、角砾凝灰岩、沉凝灰岩、凝灰质砂岩、复成分砾岩为主，间夹玄武岩、粗安岩。上部则含砂砾岩、砂岩、粉砂岩、泥岩、凝灰质砂岩、玄武岩等。